# سفينتش إيربولاك
سفينتش إيربولاك (ولدت في 20 أكتوبر عام 1975 في مدينة إسطنبول) ممثلة تركية مسرحية.

## حياتها
سفينتش هي ابنة الممثلين المسرحيين فوسون إيربولاك وألتان إربولاك. وهي ممثلة في مسارح مدينة اسطنبول. درست في قسم الباليه الكلاسيكي في المعهد الموسيقي الحكومي بجامعة إسطنبول. تخرجت من قسم المسرح بمركز موجدات جيزن للفنون. وفي وقت لاحق، عملت أيضًا كمدرسة في هذا القسم.
مثلت في العديد من المسلسلات التلفزيونية والأفلام السينمائية. وفي عام 2002 ألفت سفينتش كتاباً بعنوان «لا تغمز بعينيك، أصيب بضعف شديد» (ISBN 975-331-403-5) صُدر عن دار إبسليون للنشر.
كانت عضوًا في لجنة تحكيم حفل توزيع جوائز مسرح عفيف السابع عشر.

## حياتها الخاصة
تزوجت من المحامي دالين ميديات وأنجبت في عام 2006 فتاة تٌدعى زينب كافين.

## جوائز
| السنة | الحفل                                           | الفئة                                                              | العمل                                | الجائزة |
| ----- | ----------------------------------------------- | ------------------------------------------------------------------ | ------------------------------------ | ------- |
| 1998  | حفل جوائز أفني ديلليجيل                         | جائزة الشباب: جائزة أفضل ممثلة                                     | مسرحية الفراشات حرة                  | فوز     |
| 2003  | حفل جوائز مسرح عفيفة السابع                     | الممثلة الموسيقية أو الكوميدية الأكثر نجاحًا لهذا العام في دور داعم | مسرحية ميراكي                        | فوز     |
| 2009  | حفل جوائز مسرح عفيفة الثالث عشر                 | الممثلة الموسيقية أو الكوميدية الأكثر نجاحًا لهذا العام في دور داعم | مسرحية تكرار تشال، وسام وسيد إسطنبول | فوز     |
| 2009  | حفل جوائز ليونز التاسع                          | الممثلة الأكثر نجاحا لهذا العام في دور داعم                        | تكرار تشال، وسام وسيد إسطنبول        | فوز     |
| 2011  | جوائز جمعية الكتاب السينمائيين الثالث والأربعون | أفضل ممثلة في الأداء                                               | فيلم نوم الأمير                      | فوز     |
| 2012  | حفل جوائز مسرح عفيفة الخامس عشر                 | الممثلة الموسيقية أو الكوميدية الأكثر نجاحًا لهذا العام في دور داعم | طبيب أسنان الشرق                     | فوز     |
| 2022  | جوائز صدري أليشيك للمسرح والسينما السادسة عشر   | أفضل ممثلة لهذا العام في فيلم كوميدي أو موسيقي                     | نوم الأميرة                          | فوز     |

## أعمالها الفنية

### مسرحيات
- جريمة القتل: يجيت سيرتدمير – مسرح فيما بعد السادس – عام 2013
- صالة الانتظار: يجيب سيرتدمير – مسرح فيما بعد السادس – عام 2013
- طبيب أسنان الشرق: حاجوب بارونيان – مسرح المدينة بإسطنبول – عام 2011
- جوليت فتاة تارلا: إفرايم كشون – مسرح المدينة بإسطنبول – عام 2010
- سيد إسطنبول: مصاحبزادا جلال – مسرح المدينة بإسطنبول – عام 2008
- تكرار تشال وسام: وودي ألين – مسرح المدينة بإسطنبول – عام 2007
- قصر للإيجار: يعقوب قدري كارا عثمان أوغلو \ طارق جونرسل – مسرح المدينة بإسطنبول – عام 2006
- روح العصر: رشاد نوري جولتكين – مسرح المدينة بإسطنبول – عام 2003
- أريد حفيداً: توماس جونيجك – مسرح هادي تشامان – عام 2002 – (مسرح القراءة)
- هيا بنا لنذهب إلى المريخ: توم ستينر – مسرح المدينة بإسطنبول – عام 2001
- العشق الممنوع: خالد ضياء أوشاكليجيل –مسرح المدينة بإسطنبول – عام 2000
- ورد دريا: نجاتي جمعالي – مسرح المدينة بإسطنبول – عام 1999
- الفراشات حرة: ليونارد جيرش – مسرح هادي تشامان – عام 1998
- البؤساء: فيكتور هوجو – مسرح ليفينت كيرجا أويا يشر – عام 2000
- ضبابة عيون إسطنبول: ميليسا جوربينار – مسرح هادي تشامان – عام 1998

### مسلسلات
- الأب الرائع – 1993 \ 1998
- منزل الأب – 1997 \ 2000
- أبي ونحن – 2001
- أبناء عمي – 2002 \ 2004
- الجانب الأوروبي – 2004
- باب القط – 2005 \ 2007
- الربيع الماضي – 2008 \ 2009
- أعمال الطفل – 2013

### أفلام
- نوم الأميرة – 2010
- خمس مرات – 2006
- التحفيظ – 2009
- ماذا حدث لفيدان هانم – 2001
- وفاة الأشجار منتصبة – 2000
- الشريط المختلط – 2014

## روابط خارجية
- سفينتش إيربولاك على موقع IMDb (الإنجليزية)
- سفينتش إيربولاك على موقع ألو سيني (الفرنسية)
- سفينتش إيربولاك على موقع أول موفي (الإنجليزية)
- سفينتش إيربولاك على موقع قاعدة بيانات الفيلم (الإنجليزية)
- سفينتش إيربولاك على موقع كينوبويسك (الروسية)